# کی بای فور نوو (اس‌دابلیوتی لایو)
کی بای فور نوو (اس‌دابلیوتی لایو) (به انگلیسی: K Bye for Now (SWT Live)) یک آلبوم زنده از خواننده اهل ایالات متحده آمریکا آریانا گرانده است. این آلبوم شامل فهرست اجراهای گرانده از تور جهانی شیرین‌کننده در سال ۲۰۱۹ است. آلبوم در ۲۳ دسامبر ۲۰۱۹ و با حضور اجرای هنرمندان مهمان بیگ شان، دونالد گلاور، نیکی میناژ و زد منتشر شد. این نخستین بار است که گرانده در تهیه آلبوم همکاری داشته‌است، زیرا او اعتبار تهیه‌کننده را در تمام قطعات آلبوم دارد.